# Museo de Arte Fuglsang
Museo de Arte Fuglsang (en danés: Fuglsang Kunstmuseum) es un museo de arte ubicado en un entorno rural en el municipio de Guldborgsund en la isla de Lolland en Dinamarca. Es parte del Centro Cultural Fuglsang. El museo presenta arte danés con énfasis en artistas y motivos de procedencia local.
El museo está ubicado en un edificio especialmente diseñado, diseñado por Tony Fretton. Destacado por su integración con la arquitectura y el paisaje circundantes, el edificio del museo ganó un premio europeo RIBA 2009 y fue preseleccionado para el Premio Stirling el mismo año.

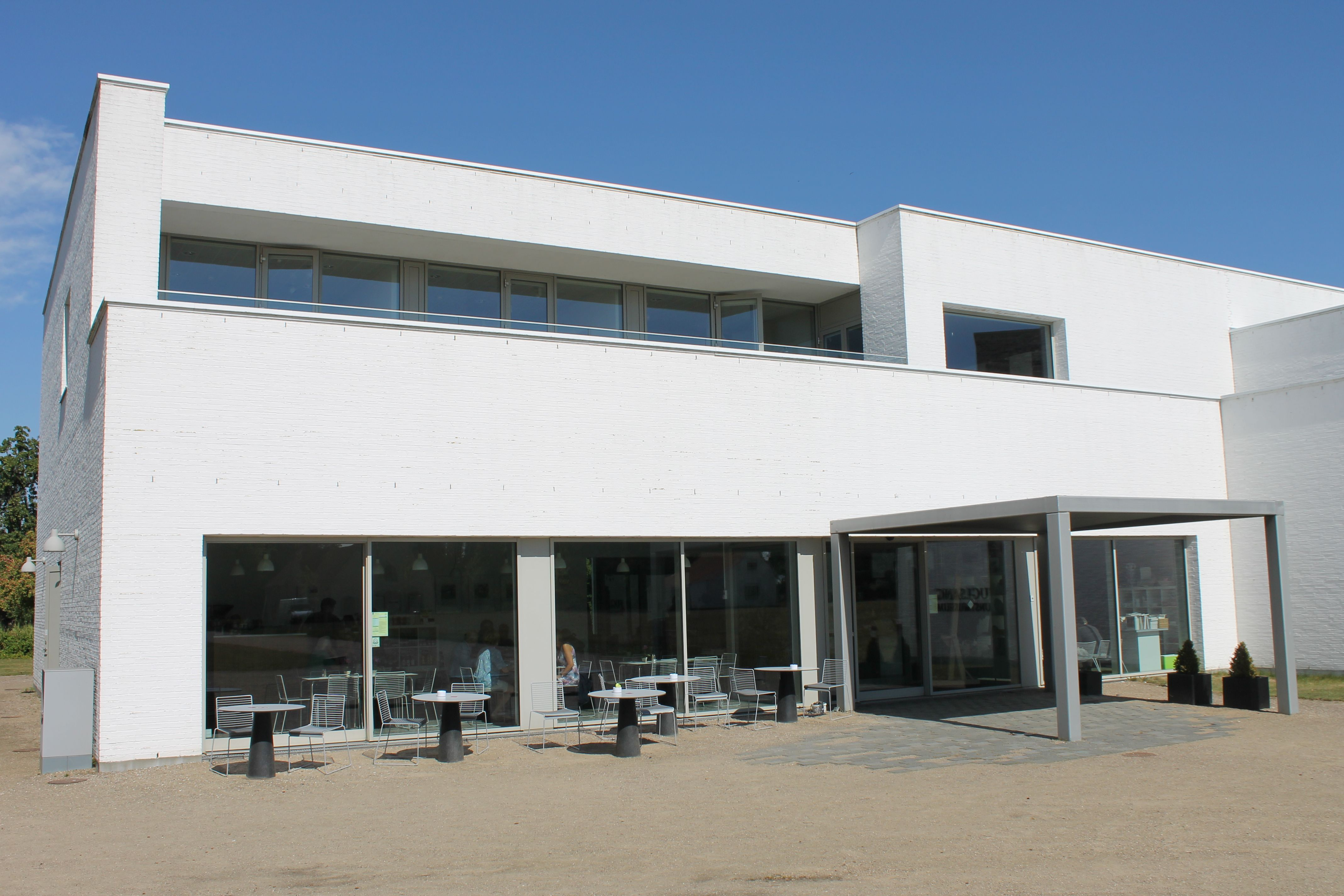
Café del Museo de Arte Fuglsang

## Historia
Tony Fretton ganó un concurso de arquitectura para el diseño de un edificio en mayo de 2005. La construcción comenzó en agosto de 2006 y el museo fue inaugurado en enero de 2008.

## Edificio
El Museo de Arte Fuglsang está ubicado en un edificio modernista encalado, diseñado para encajar en la arquitectura existente de la finca Fuglsang y el paisaje circundante.
Las galerías están dispuestas alrededor de un largo corredor que sirve como un importante espacio de exhibición. Al final del corredor hay una pequeña habitación con tres grandes ventanas, una de las cuales está ligeramente desplazada del eje y es visible desde el corredor. Sin exhibir obras de arte, está enteramente dedicado a la contemplación y visualización del paisaje exterior.
A un lado del pasillo hay pequeñas galerías con ornamentos dorados, influenciadas por la arquitectura de la casa señorial de Fuglsang, situada al lado. Se centran en obras de menor tamaño. En el lado opuesto del pasillo hay galerías más grandes con iluminación cenital.

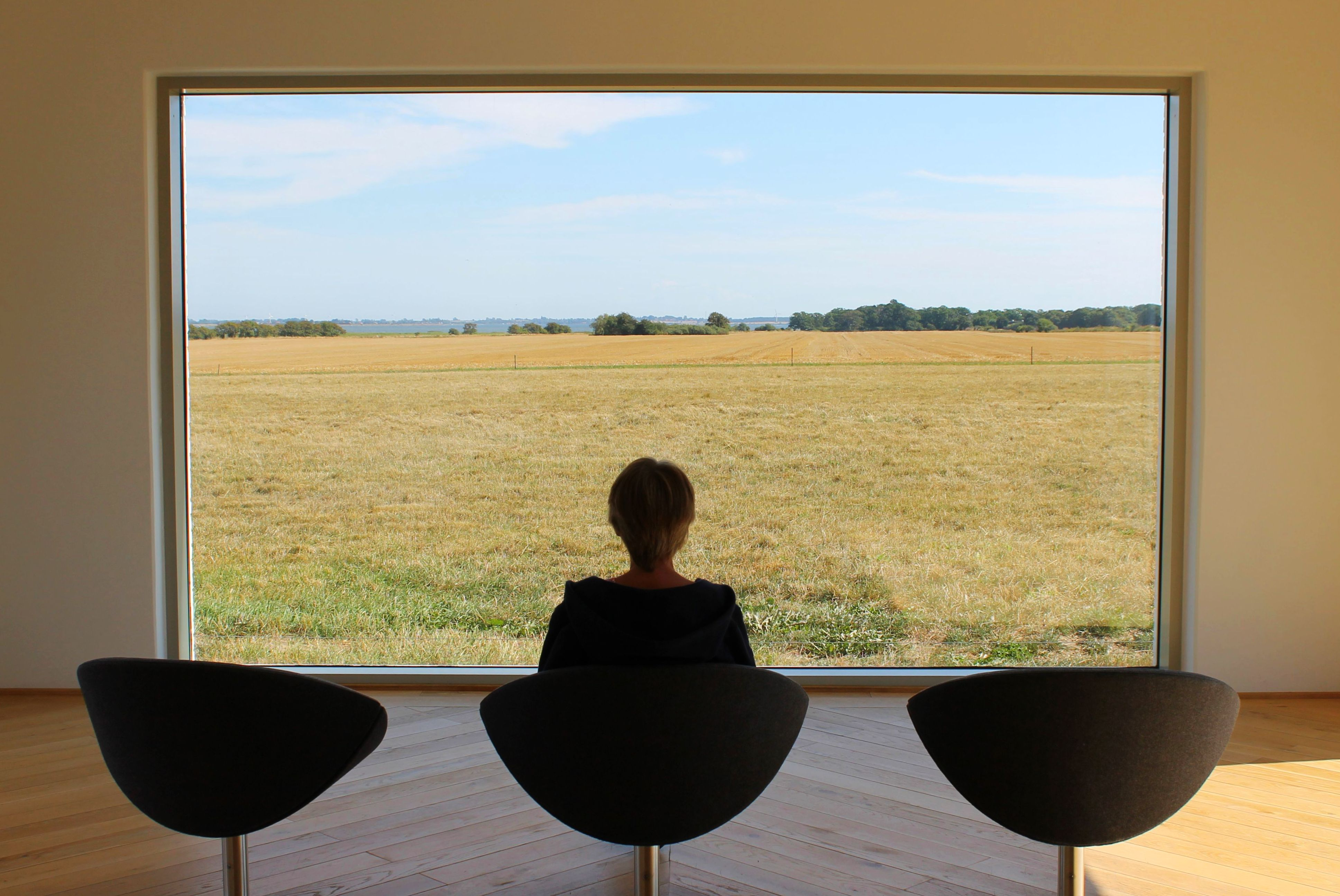
Fuglsang-Ventana

## Colecciones
El museo alberga una notable colección de arte danés que va desde finales del siglo XVIII hasta la actualidad e incluye pinturas, esculturas y bocetos. La colección tiene un énfasis en artistas y motivos locales.

### Pinturas
El museo tiene aproximadamente 500 pinturas, algunas de las cuales datan de finales del siglo XVIII y la Edad de Oro danesa durante la primera mitad del siglo XIX, mientras que el enfoque principal de la colección son las pinturas de alrededor de 1900. Están representados importantes artistas daneses como Skagen Painters, Fynboerne, Theodor Philipsen, LA Ring, Oluf Hartmann y Vilhelm Hammershøi.